# Emmène-moi (Marilou Bourdon)
Pour les articles homonymes, voir Emmène-moi.
Emmène-moi est une chanson écrite par Emmanuel Cottalorda et chantée par Marilou Bourdon.
C'est le deuxième single canadien, après Danser sur la lune, extrait de l'album Marilou sorti en 2007.
Elle fut classée n° 3 au Québec durant 7 semaines et battit un record en figurant dans le top 10 radio durant 25 semaines consécutives.